# Павлін
Павлін (пол. Pawlin) — село в Польщі, у гміні Конопниця Люблінського повіту Люблінського воєводства.
Населення — 236 осіб (2011).

## Демографія
Демографічна структура станом на 31 березня 2011 року:
|          | Загалом | Допрацездатний вік | Працездатний вік | Постпрацездатний вік |
| -------- | ------- | ------------------ | ---------------- | -------------------- |
| Чоловіки | 121     | 33                 | 72               | 16                   |
| Жінки    | 115     | 29                 | 65               | 21                   |
| Разом    | 236     | 62                 | 137              | 37                   |